# Marleyella
Marleyella es un género de peces de la familia Pleuronectidae, del orden Pleuronectiformes. Este género marino fue descrito científicamente en 1925 por Henry Weed Fowler.

## Especies
Especies reconocidas del género:
- Marleyella bicolorata (von Bonde, 1922)
- Marleyella maldivensis Norman, 1939